# Syrianarpia mendicalis
Syrianarpia mendicalis là một loài bướm đêm trong họ Crambidae.